# 宇宙刑事シャイダー
『宇宙刑事シャイダー』（うちゅうけいじシャイダー）は、1984年3月2日から1985年3月8日まで、テレビ朝日系列で毎週金曜19時30分 - 20時（JST）に全49話が放送された、東映制作の特撮テレビドラマ、および作中に登場するヒーローの名称。

## 概要
『宇宙刑事ギャバン』に端を発した「宇宙刑事シリーズ」三部作の第3弾であり、現在では「メタルヒーローシリーズ」の第3弾とされる。
企画段階での名称案は「ジェンサー」、「シャーロン」などがあった他、初期には主人公・沢村大が塾の講師をしているという設定やレイダーによって病気となった大の妹が登場する案も存在していた。正式に採用されたシャイダーの名前の由来は映画『ジョーズ』などに出演した俳優ロイ・シャイダーから。
本作品の特徴として、敵組織である不思議界フーマが、人間の心を支配することで侵略を進める戦略をとったことが挙げられる。「地球を傷付けずに征服するため直接的な武力に訴えない」という説得力ある理由付けがなされていた。このため衣食住や娯楽、教育などが侵略作戦に利用され、身近なところにまで魔手を伸ばし人間の心の闇をえぐるフーマの魔性が強調された。「百点源太の正体」をはじめ、高い社会風刺性を持ったエピソードも多い。また作戦の性質上、しばしば子どもがターゲットとされるため、子どもが絡んだエピソードも増えた。これは、前作『宇宙刑事シャリバン』で軍師レイダーを視聴者の子供が怖がり敬遠されたことの反省も意図したものであるという。また、前作がエスパーなど怪奇性を加味した物語世界であったのに対して、本作品では不思議というニュアンスを強調し、人間の心の隙を衝くような罠で精神に迫るなど、理性を超えた不条理な美を描いている。
一方で、主人公側は訓練途中で派遣された未熟な宇宙刑事と設定され、沢村大とアニーはフーマに心の隙をつけこまれながらも、二人で共闘して乗り越える成長物語としても描かれている。ヒロインであるアニーがアクションを担っているのも特徴である。さらに銀河連邦警察の発端に迫る物語も展開し、終盤ではイメージシーンではあるもののギャバンやシャリバンも含めた銀河連邦警察全体での宇宙規模の戦いが描かれた。
商業的には前作の『シャリバン』に引き続き巨大ロボットがメインアイテムである。本作品の巨大ロボであるバビロスは、前作のグランドバースにはなかった三段変形が可能で、巨大ロボ形態のプロポーションも問題のあったグランドバースより大きく改善された。このため大ヒットし、本作品が放映された年はタカトクトイスの倒産によるラインナップの不足や、ファミコンブームの影響などで男児を対象とした商品にとって厳しい市場環境の年であるにもかかわらず、本作品関連の玩具は前作との対比で306%と驚異的な伸びを達成した。

## あらすじ
沢村大は地球人の考古学者。銀河連邦警察にスカウトされた彼は、バード星の宇宙刑事訓練養成所で訓練を受けていた。
そんなある日、不思議界フーマによって銀河系の星が次々と消滅させられ、銀河連邦警察は戦力強化を急務として急遽訓練途中の訓練生をも動員して各惑星の警備にあたらせる。そしてフーマが地球に狙いを定めたことを知ったコム長官は、大に「シャイダー」のコードネームを与え、地球担当宇宙刑事に任命した。
大はフーマによって故郷マウント惑星を消滅させられてしまった同じ訓練生のアニーと共に、超次元戦闘母艦バビロスで故郷地球へ向かった。

## 登場人物

### 銀河連邦警察
沢村 大（） / シャイダー
本作品の主人公。地球人。銀河連邦警察に宇宙刑事候補生としてスカウトされて訓練生となり、宇宙刑事となる。「シャイダー」はコードネームで、伝説の勇者・戦士シャイダーに由来する。

アニー
シャイダーのパートナー。フーマに滅ぼされた惑星・マウント惑星出身の女性。

コム長官
バード星から指揮を執る銀河連邦警察の最高責任者。大が未熟だからとて甘やかしたりはせず、厳しく接することで、彼の成長を促す。前2作から引き続き登場。秘書のマリーンも引き続き登場している。

星野 月子（）
前2作から引き続き登場。前作『宇宙刑事シャリバン』で宇宙刑事となるためバード星へ渡っており、本作品では主にコム長官の補佐を務める。

### 地球人
大山 小次郎（）
前2作から引き続き登場。元UFO専門のルポライターで、本作品ではペットショップ「モンキー」のオーナーとなるも、前作までと同様様々な事件に巻き込まれてしまう。詳細は宇宙刑事シリーズの登場人物を参照。

小村 陽子（）
小次郎の姪っ子の高校1年生。活発でバイタリティ溢れる少女。4年前に母親が亡くなってからは家事全般を担当。父親の印刷工場があまりもうかっていないため、「モンキー」を初め、様々なアルバイトをしながら家庭を支えている。大にほのかな憧れを抱いている。

小村 良一（）
陽子の弟の小学生。暇なときは「モンキー」の手伝いをしている。

小村 良介（）
陽子の父親。印刷工場を経営している。体が弱い。

松川 信（）、森下 ワタル（）、秋本 恵子（）、秋本 ルミ（）
良一と同じ小学校に通う友達。

## シャイダーの装備・戦力

### コンバットスーツ
沢村大がコード「焼結」を発すると、母艦バビロス号よりプラズマ・ブルーエネルギーが放射され、これによって構成された特殊軽合金グラニュームα製のコンバットスーツによりシャイダーへと焼結する。焼結に要する時間はシャリバン同様、わずか1ミリ秒（千分の1秒）である。両腕両脚部には小型の高性能サーボコンピュータが配されており、戦闘経験の浅い大をサポートする。胸のディメンションコントローラーにより、異次元や宇宙空間での活動をも可能とする。音声によるコード認識が出来ない場合は、アニーが手動操作で焼結を起動させることもできる。
- NGデザインでは手脚も青く塗られたものもあったが、[要出典]寒色の青一色では暗く重く見えることから腕と脚は銀が配置された[13]。また、それまでの肘・膝関節がジャバラだったのに対し、エルボーパッド・ニーパッド状のデザインになっており、アーマーで肩を覆っている[13]。これは玩具としてはジャバラ表現として関節に仕込むスプリングの手間とコスト削減、劇中のスーツではジャバラ部が一本一本剥がれる毎のメンテナンスの煩わしさなどを解消するためであった。[要出典]デザイン画では、正面パースは目が左のみ光っている[13]。
- アップ用・アクション用の他に光輝くメッキ仕様の超アップ用のスーツが制作された[14]。メッキ仕様の超アップ用スーツでは、シリーズで初めてブーツもメッキを施したものが製作された。歩くのは困難なため、屋内での写真撮影や、当時のショーで販売していた色紙の写真などでの使用にとどまる。36話で登場した偽シャイダーのスーツは予備のシャイダーのスーツではなく、ギャバンのアクション用スーツを改造したものである。[要出典]

#### 武器・スーツ機能
レーザーブレード
シャイダーの主要武器である光子エネルギー剣。レーザー・ウィップと呼ばれる鞭に変形可能。必殺技は、シャイダー・ブルーフラッシュ。使用者の気力体力が充実し、集中力が極限まで絞り込まれていなければ使いこなすことはできない、という設定を創ることにより訓練生上がりのシャイダーの未熟さを演出した。刀身へのエネルギー注入はギャバン、シャリバンと異なり右手で行うため、一旦左手に持ち替えエネルギーを注入した後、再び右手に持ち替えるという段取りを踏む。作中ではレーザーブレードと敵から奪った武器との組み合わせで攻撃した後、シャイダー・ブルーフラッシュを放つパターンも度々見せた。全長100cm、重量1kg。

ビデオビームガン
コンバットスーツの右腰部のホルスターに装備されているビームガン。戦闘に応じて5種類の光線（破壊ビーム、ショックビーム、融解ビーム、キラービーム、治療ビーム）を使い分けることができる。後部に内蔵されたビデオスクリーンモニターで標的を捕捉、百発百中の命中精度を誇る。アニーの銃を借りて2丁拳銃で戦うこともある。カゲカゲ戦とギャル1との決戦ではこの武器が決まり手となった。また最終決戦ではクビライの機械の胴体を破壊している。シャイダーと同期の訓練生であるキッツもこれと同じ銃を使用している。また、アニーも使用することもある。

シャイダースコープ
ゴーグルの内側にある透視・解析スコープ。赤外線やX線などありとあらゆる波長の光をキャッチし、これらを記憶・分析する。透視能力にも優れ、厚さ50cmのコンクリートの壁の先も透視する。ゴーグルが不思議獣スリスリの催眠フラッシュを防いだことから、ゴーグルと同じ素材でコンタクトレンズを作成し、大とアニーが使用したこともある。

シャイダーサウンドセンサー
両耳部に内蔵された高感度センサー。音波や電波、念波による通信をも傍受し、解析する。10km先のかすかな音さえも拾い上げる。バビロス号との通信も出来る。

#### 必殺技
ギャバン、シャリバンに比べ、固有名称のついた技が少ないことが特徴として挙げられる。そのため不思議界突入前から抜刀することが多く、ギャバン、シャリバンがマクー空間、幻夢界に突入するまでほとんど抜刀しないのとは対照的に描かれている。
シャイダーパンチ
逆宙してから放つ両手によるパンチ。厚さ15cmの鋼鉄も破る。横に構えたブレードを持ちながら繰り出すシャイダーワイドパンチもある。

シャイダーキック
空中で錐もみ回転しながら放つ両足によるキック。鉄球を300m先まで蹴り飛ばせる。

ブルーフラッシュ・スパーク
スーツ全体からプラズマブルーエネルギーを瞬時に集中放射し、周囲の敵全てを吹き飛ばす捨て身の大技。34話で使用。

シャイダー・ブルーフラッシュ
レーザーブレードで敵を相手を（シャイダーから見て）左から右へ横一文字に切り裂く必殺技。作中では一度も破られていない。

### マシン
超次元戦闘母艦バビロス
シャイダーとアニーが活動の拠点とする超次元戦闘母艦。「バビロス号」とも呼ばれる。武装である両翼のバビロスビームのほか、バビロスセンサーを装備。母艦形態から巨大ロボ形態バトルフォーメーションと、巨大な銃形態シューティング・フォーメーションへの変形機能を備えており、前者は両腕から放つバビロスレーザーと胸部中央から放つ2連ミサイルのバビロスミサイル、胸部の放熱装甲板から放つ熱光線バビロスファイヤーを駆使して戦う。後者はシャイダーの意思と連動し、敵の戦闘母艦を一撃で破壊する超次元波動砲ビッグマグナムを放つ。発射の際には空間に巨大なフレームのシャイダーのイメージが投影され、地上のシャイダーの動きに連動してシャイダーの念波が引き金を引く。
- シューティング・フォーメーションは等身大のシャイダー自身が巨大な敵と戦うために取り入れられたものだが、そのまま巨大化するのではなく、プロジェクターの要領で映し出されたシャイダーが撃つものとなった。
- 当初はバトルフォーメーションには着ぐるみが使用されたが、後に使用されなくなった。これは、元々着ぐるみで動かす予定がなかったためである。

超次元戦闘車シャイアン
バビロス号に格納されている超次元戦闘車。上下に分離し、上部はスカイシャイアン、下部はバトルシャイアンとしても運用される。2人の宇宙刑事がこの2機に分乗し、別個に戦うという描写も多く見られ、この場合例外なくアニーがスカイ、シャイダーがバトルの操縦を担当する。武器はシャイアンロケット、シャイアンビーム。
スカイシャイアン
シャイアン上部が変形する戦闘機。アニーがシャイダーを支援する時に搭乗することも多い。武器はシャイアンビーム。オートコントロール機能も搭載している。
バトルシャイアン
シャイアン下部が変形する戦車型マシン。前部中央にある巨大ドリルで地底を進む。地底100メートルの金属反応をも見逃さない物質探査装置シャイアンサーチャーを装備。武器はシャイアンロケット。前作までの搭載型（スクーパーなど）と異なり、分離したバトルタンクの下部がドリルタンクに変形する方式を採用している。サイズも大きい。作中ではいくつものフーマの地下基地に突入、これを壊滅せしめた。

超次元マシーンブルホーク
不思議時空も移動可能な超次元マシーン。武装としてホークミサイル、ホークレーザーを装備。飛行時には後部に折り畳まれている翼を100分の1秒で展開する。
シャイダーと同期の訓練生であるウルもこれと同じバイクを使用している。

戦士シャイダーのバイク
イースター島にある戦士シャイダーの地下遺跡に隠されていたバイク。デザインはブルホークに近似している。次元移動が可能で、シャイダーはこれを用いて不思議宮殿へ突入した。

### その他装備
スーパーシャイダーホーン
シャイダーとアニーがパトロールや捜査を行う際に装着するインカムで、放送中に字幕で名称が紹介されている。アニーが使うものはブレスレット形で、スーパーホーンと呼ばれる。アニーはスペアも携帯しており、スペア式は普段は分割された状態になっている。放送当時、バンダイより実際の使用できるトランシーバー機能を持った玩具が発売された。こちらも、インカムタイプとブレスレットタイプの2個セット仕様だった。

スズキ・ジムニー
マツダ・RX-7
前者はシャイダーが、後者はアニーがパトロール・捜査時の移動手段としている。共通して追跡装置を備えており、後者には武装を後部トランクに格納している。なおRX-7はフロントのナンバープレート位置が第1～4話まで中央、第5話より右側（運転席側）に移動している。

## 不思議界フーマ
宇宙犯罪組織マドー壊滅後に現れた、暗黒銀河の支配者を名乗る宇宙最大にして最悪の宇宙犯罪組織。不思議時空という異次元空間に漂う不思議宮殿を本拠とし、前作の宇宙犯罪組織マクーやマドーを遥かに凌ぐ大軍団で全銀河の征服を企む。全銀河規模で侵攻を図るほどの戦力を有しており、その規模は銀河連邦警察をも凌ぐ。マウント惑星のように直接的な武力行使によって壊滅させた星も数多いが、その星の住人を怠け者にして堕落・退化させたり、不思議ソング病を蔓延させて住人同士を闘争させたりして自滅に追いやるなど、間接アプローチによる侵略も得意。
特に地球に対しては、戦闘によって星を傷付けることなく、美しいまま乗っ取るため、人間の心を闇で覆い、内面から支配する方法を基本戦略として採用。衣食住や娯楽、教育などを利用して大衆洗脳を図った他、次世代を担う子供を堕落させることで社会の崩壊を狙う長期的作戦も何度か実行している。地球を特別扱いするのは、1万2千年前、彼らが地球に植民地ムー帝国を築いていたからでもある。
フーマの構成員たちの忠誠は厚く、使命のためなら命を投げ打つことも厭わない。首領である大帝王クビライを全知全能の神として崇める宗教的な雰囲気を持つ組織であり、その求心力は非常に高い。そのため番組の終盤では銀河各地へ大規模な侵攻を繰り広げ、圧倒的な優位に立っていたにもかかわらず、最終話でクビライがシャイダーに倒され、その情報が銀河全域に伝わると、全軍の士気が低下して戦況は瞬く間に逆転し、程なく壊滅した。
大帝王クビライ
フーマの帝王。1万2千年前に戦士シャイダーの活躍で滅亡したムー帝国の元支配者でもあり、100万年も生きていると言われる超生命体。構成員たちからは全知全能の神のごとく崇められている存在で、不思議宮殿の大広間中心部の壁面から円形の巨大な顔だけを覗かせている。その体内には不思議獣の卵を多数宿しており、作戦に応じて必要な卵を口から生み出し、左右の目から放つ怪光線を卵に浴びせて不思議獣を誕生させる特殊能力を持つ。
1万2千年前の戦士シャイダーとの戦いで首と胴は切り離されてしまっており、胴体部分のミイラは戦士シャイダーによってイースター島の遺跡に保管されていたが、第47話においてシャイダーに攻撃を仕掛け、真空状態の中で終始圧倒するも最後には倒されている。最終話にて両手が触手となった機械の胴体を首に取り付けたサイボーグとなり、シャイダーを圧倒したが、唯一の弱点である額の目をレーザーブレードで貫かれ、直後にシャイダーブルーフラッシュを受けて敗れた。
戦士シャイダーとの戦いではわが子の危機に自ら駆け付け、胴体を失う重傷を負いつつも孫のポーを守り抜く家族愛を見せたり、自分の趣味で作戦を立てて成功予想図を想像して悦に浸ったり（第7話、第22話）、宇宙インフルエンザに罹患して周囲を困惑させたり（第31話）と、どこか人間臭く憎めない一面もある。ポーを舌で愛撫するようなシーンは、故意に背徳的なイメージをこめられたもの。クビライの本来の全身像は、戦士シャイダーの遺跡の壁面を飾るレリーフによって確認することができる。
- デザインは野口竜が担当。

ゲーム『SDヒーロー総決戦 倒せ!悪の軍団』
ステージ8「不思議洞窟」のボスとして登場。ステージ8には、ギリギリ、イトイト、ムチムチといった不思議獣に加え、アクムノイドやキラーノイドといった『機動刑事ジバン』の敵、クールギンやバルスキーやジャースといった『超人機メタルダー』の敵も配下として登場する。

神官ポー
クビライの側近を務める中性的なイメージの神官。作戦立案、不思議獣の誕生の儀式および不思議時空の発生を司る。
地球を「美しい宇宙のオパール」と呼び、地球を傷付けることなく美しい状態のままで手に入れることを望んでいる。そのため、地球では武力による制圧よりも人の心の弱味に付け込む形の作戦指揮を執ることが多く、前線に出ることはほとんどないが、単体でシャイダーを圧倒するだけの戦闘力を持っている。
いかなる場においても常に沈着冷静な態度で、言葉遣いも礼儀正しく、大帝王クビライに対してはもちろん、自分の部下たちや敵対するシャイダーに対しても丁寧な敬語を使っている。
年齢1万2,000歳にして眉目秀麗な顔立ちであるが、美しい姿を維持するには500年に一度美少女のエキスを摂取する禊を行う必要があり、素顔は醜悪な鬼女である（第24話）。
本人も知らなかったがクビライの孫娘であり、祖父のクビライからエネルギーを供給されていたことが後に明らかにされている。クビライがシャイダーに敗れた後、彼女自身はクビライからエネルギーをもらうことができなくなり美しさを維持できなくなったとして、シャイダーとアニーに別れを告げ、珍獣たちと共にいずこへともなく姿を消した。
- 演者の吉田は男性であるが、設定としては女性であり、第18話では女性研究員に変装している。
- デザインは野口竜が担当。野口は当初から男性が演じるという想定でデザインしていたと述べている。

『宇宙刑事シャイダー NEXT GENERATION』
神官ポーと同名のキャラクターが登場。

ヘスラー指揮官
戦闘員ミラクラーや不思議獣らを引き連れ、戦闘の指揮を執るフーマの戦闘行動隊長。戦闘開始の掛け声は「征伐（せいばつ）！」。
気性が荒い好戦的かつ直情的な性格の男で、当初はポーと対照的に武力による征服にこだわっていたが、番組後期には自ら変装して不思議獣の作戦を推進するなど、策士としての一面も見せるようになった。
フーマの戦闘指揮官としての地位に誇りと満足を抱いており、それ以上の野心を見せることは一度もなく、組織に忠誠を尽くしている。なお、「大幹部」の道への野心はあるようでもある。ただし、自分の地位を脅かす恐れのあった弟のヒムリーについては、シャイダーとの1対2の戦闘の際、「時間差攻撃」と称して斬り殺し、シャイダーを驚かせたりしている。また、身分的には神官ポーよりも下であるが、ポーに対しては対等な口の利き方をしている（ポー自身は常に丁寧な言葉使いである）。
第45話において、イースター島（およびそこから派生した不思議界）で敗れる。
- デザインは野口竜が担当。
- 携えている剣は前作の『宇宙刑事シャリバン』で登場したデビル剣をリメイクしたものである。当時企画者104でアルバイトをしていた神田正宏は、ヘスラーの剣は神田が初めてデザインを担当したものであるが、現場の都合で作られることも多いので実質的には未使用かもしれないと述べている。

ギャル軍団
ヘスラー指揮官配下の女戦士軍団。全員が変装の名人で、様々な姿で諜報活動や戦闘を行なったり、フーマの作戦遂行のために、社会の陰で暗躍したりしている。第4話まではくノ一五人衆と呼称。各メンバーの数字は日本語読みする。共通の装備として相手を捕縛するのに使うロープとナイフを持つ。
- デザインは東京デザイナー学院の生徒が担当。

ギャル1（）
ギャル軍団のリーダー格。服の色は黒とシルバー。軍団の中では誰よりもシャイダーやアニーに対し敵意を持っていた。
第44話より始まる最終章では、先陣を切る形で自ら強化改造を志願し、神官ポーによる改造手術により、右腕に刃物を仕込み、左腕にはマシンガンを装備した戦闘サイボーグ：戦士ギャル1となった。シャイダーとの激闘の末、ビデオビームガンを受けて敗北するが、怨霊（夜叉ギャル1）となってバビロス号に潜入し、アニーを操ってバビロス号のフォーメーションシステムの熱量を暴走させてバビロス号を内部から破壊しようとするが、大が間一髪で駆け付け、正気に戻ったアニーもシステムの冷却装置を元に戻したために事なきを得た。常に「フーマダライ フーマビャクライ！」といった不可思議な呪文を唱え、サイボーグの武器や力で圧倒するが、不思議時空でのシャイダーとの再度の激戦の末にシャイダーブルーフラッシュを受けた際に霊体化して弱点を晒してしまい、その弱点の改造中枢生命体パーツを看破したシャイダーにビデオビームガンで破壊され、完全に滅びた。
- 夜叉ギャル1のデザインは野口竜が担当。

ギャル2（）
ギャル軍団の一員で怪力の持ち主。服の色は紫。口から炎を吹いたこともある。
- 撮影期間中2度演者が変更されており、第16話から登場した2代目の大石麻衣は『電撃戦隊チェンジマン』の翼麻衣 / チェンジフェニックス役に抜擢されたため、第35話で降板した。

ギャル3（）
ギャル軍団の一員。服の色は赤。第45話では、ヘスラー指揮官とともにシャイダーに対し一騎討ちを挑み、右手を蛇に変化させた時限爆弾で相打ちに持ち込もうとした。あと一歩のところで脱出され自分だけが爆死するが、ヘスラー指揮官に「見事な最期だった」と讃えられた。
ギャル4（）
ギャル軍団の中で最も切れのあるアクションを展開する。ギャル軍団の切り込み役ともいえる存在。ギャル4（）とは、第3話劇中で自ら名乗っている。服の色は緑。
ギャル5（）
ギャル軍団の一員であり、どちらかといえば妹分的な存在であった。服の色は黒とピンク。最終話の決戦でギャル2、4とともに蝶に姿を変えて、クビライのエネルギー源となって自ら吸収された。

珍獣
不思議宮殿にいる正体不明の生物。神官ポーの子飼いと思われ、主に彼女のそばで歌ったり踊ったりしている。幹部たちと共に不思議獣の作戦に参加することもあり、突如として現れては消えたり、変身したりといった捉えどころのない動きで人間たちやシャイダーを翻弄する。
最後は神官ポーとともにいずことも知れない世界へ消えていった。
- デザインは野口竜が担当。

珍獣ヤーダ
黒マントに身を包んだ珍獣。「ヤーダ、ヤーダ」と声を発するが、人語を喋ることもある。子供に変身してシャイダーを欺き焼結を封じるなどの活躍をし、登場回数も多い。
珍獣ノッソリ
直立するゾウアザラシのような姿をしている。幻影を操る。
歌うたいのシンギン
大きな花のような姿をしている。ノッソリ同様に幻影を操り、体を縮小できる。
腹ペコのガーキ
餓鬼のように大きな腹が特徴。人間の子供に変身できる。
上半身のモンク
不思議宮殿の柱から上半身のみが突き出ている珍獣。移動出来ないため、他の珍獣のように外出することはない。このため他の珍獣が作戦のために出撃していなくなったところで、一体だけ残るシーンが見られた。
一つ目のアイーダ
「メヒヒンメヒヒン」と声を発する文字通り一つ目の珍獣。第34話を最後に、バンクシーン以外登場しなくなった。

不思議獣
侵略の尖兵として送られる怪物。大帝王クビライの口から吐き出される卵から、不思議の海での儀式を経て孵化・誕生する。ほとんどが言葉を話さないが、何体かは人間に変身可能で、ムジムジやツタツタのように人語を話せる者もいる。
不思議時空では通常世界の4倍のパワーを発揮することができる。不思議時空の戦いでは、『宇宙刑事ギャバン』のベム怪獣やダブルモンスターのように巨大化したり、『宇宙刑事シャリバン』に登場する魔怪獣のようにヒューマノイド体形の分身体に分かれたりする他、ポールウェポンを用いてシャイダーと渡り合う。
ベム怪獣や魔怪獣と違って明確なモチーフを持たないものが多いが、南方系の仮面や神像などがしばしばデザインに取り入れられている。名称は例外なくカタカナ2文字の繰り返し。

戦闘員ミラクラー
フーマの戦闘兵士で、斧と槍を合わせたような武器とマシンガン、バズーカ砲で攻撃する。大型装置・兵器の組み立てや操作にも従事する（第30話など）。言葉は一切話せず、「ショワショワ」という奇声を発する。作戦によっては人間に変身する場合もあり、人間に変身した際には人語を話す。
アニーが潜入捜査に失敗して発見されたのち逃走する際に誤って通信機などを落下させ、それを奪おうと全員で四つん這いになって探す際には、探すふりをしながらどさくさに紛れてギャル軍団のメンバー(ギャル2）のスカートを捲り上げ、頭をシバかれた者もいた（第30話）。
- デザインは野口竜が担当。

『宇宙刑事シャイダー NEXT GENERATION』
戦闘員ミラクラーと同名の戦闘員が登場。ボディーアーマーなど装備が異なる。

その他
ヒムリー
第28話に登場。ヘスラー指揮官の弟。二本の剣と矛が武器で、兜から光線も放つ。
幼少期は弱虫だったが、特訓し続けた結果、武勇に優れた人物となり、兄を蹴落とす野望を持ってフーマに参入した。馬頭星雲の毒蜘蛛タランチを自在に操り、その猛毒によってシャイダーをあと一歩のところまで追い詰めた功績を大帝王クビライに讃えられて、大幹部の証とも言える黄金の剣を与えられる。そのため、ギャル軍団の中においてもヘスラー派（ギャル1、2）とヒムリー派（ギャル3、4、5）に派閥が分かれた。
自分の地位を脅かされることを恐れた兄である指揮官ヘスラーに、シャイダーとの1対2の戦闘で「蜘蛛は…嫌いだ!」との捨て台詞と共に斬られ絶命した。成長株ともいえた彼を潰したことに対して、ヘスラー自身は特に処分を受けることはなかった。
- デザインは野口竜が担当。

流れ星のガンマン オメガ
劇場版第1作目に登場。脱獄歴五回の宇宙の無法者。シャイダーを倒してフーマの最高幹部になるべくやってきた。かつてギャバンとシャリバンに挑んで敗れており、その度に全身に新たな武器を装備してきた。両腕のショットガンと両肩のロケット弾、短剣、剣にもなるトンファーが武器。
手柄を取られることを恐れたヘスラーが先に仕掛けた罠にはまったシャイダーを助け、フーマを撃退した後に正々堂々の決闘を行う。互角の戦いを繰り広げるがシャイダーブルーフラッシュに敗れ、フーマの幹部になれなかった無念を口にしながら爆死した。
- デザインは野口竜が担当。

### フーマのメカニック
フーマ戦闘機
フーマの戦闘機。単座式で、3機編隊で1戦隊が構成される。先端にビーム砲を装備。航空力学を無視したようなファンタジックなデザインが特徴。特に側面に装備された大きな車輪（ランディングギアではないらしい）が一際目を引く。
- デザインは野口竜が担当。

フーマ戦闘母艦
銀色をしたフーマの戦闘用母艦。武装は額の次元衝撃波砲と両眼の破壊ビーム。フーマ戦闘機を搭載可能。通常は不思議宮殿の左右に一隻ずつ接続されている。アニーの故郷マウント惑星は、この戦艦から発射された超強力爆弾によって消滅した。毎回登場するが、大抵はシューティグフォーメーションで撃沈されてしまう。
- デザインは野口竜が担当。モチーフは鬼瓦。

## 用語
不思議時空
クビライの指示によりポーが発生させる、不可思議な亜空間。ナレーションによると、天界や地上界とともに宇宙を構成しており、内部では全ての原子核が圧縮され、6千度の熱と光を発して煮えたぎっている異次元空間。
不思議獣は不思議時空ではパワーを4倍にまで高めることができ、不思議獣の退却にも用いられる。シャイダーはあえて不思議時空で戦い、それによって実世界の破壊と被害を最小限にとどめている。

戦士シャイダー
宇宙刑事の祖とされる伝説の英雄。1万2千年前に地球を訪れたバード星人。当時地球にはフーマの植民地であるムー帝国が築かれ悪の花を咲かせていたが、その支配者・大帝王クビライを打ち負かしてムー帝国を滅ぼし、人類を解放した。墳墓が地球で発見されたことから、その後は地球に定住したと推定されている。
48話のクビライの言葉によればシャイダーは「戦士シャイダーに遠く及ばぬ未熟者」である。
銀河警察は彼の偉業と、その正義を愛する心を受けて結成された。「宇宙刑事シャイダー」もこの戦士シャイダーにあやかったコードネームである。

## キャスト
前2作では主演にJACのアクション俳優を起用していたが、本作品では前二作と変化をつけるべくパートナーの女宇宙刑事をJACから抜擢することになった。主演のシャイダーこと沢村大には、円谷プロダクション芸能部からの売り込みで主演オーディションに参加していた円谷浩が、メインライターの上原正三が強く推薦したこともあって選ばれた。円谷プロで脚本家デビューを果たした上原にとって、円谷プロの社長を務めていた円谷一は恩人でもあり、息子の浩を主演へと推薦することで円谷一の恩に報いたかったのが、最大の推薦理由でもあったという。特撮監督を務めていた矢島信男は、松竹の社員時代における円谷英二や、『ミラーマン』などにおける円谷一、そして本作品における円谷浩との出会いを指して、「親子三代に渡る不思議な縁ですね」と当時を振り返っている。円谷と並んで前述の主演オーディションに最後まで残ったのが、神官ポーを演じた吉田淳である。これは放送当時ファンロードのインタビュー（マンガレポートという形で掲載された）で円谷自身が明らかにしており、もし大役に吉田が選ばれていたらポーは円谷が演じていた可能性もあったという。
一方でパートナーのアニー役として起用された森永奈緒美による、ミニスカート姿でのアクションも人気となった。アニーのアクションが中心となった理由として、上原正三は円谷浩のアクションが、森永やJACのメンバーと比較するとテンポが全然違うため、『ギャバン』の大葉健二や『シャリバン』の渡洋史と同様に動かすことができなかったためと述べている。
ナレーションは前2作までの政宗一成に代わり、前年度の『科学戦隊ダイナマン』までスーパー戦隊シリーズのナレーションを連続して務めた大平透が起用されている。

### レギュラー、準レギュラー
- 沢村大 / シャイダー：円谷浩
- アニー：森永奈緒美
- コム長官：西沢利明
- マリーン：名代杏子
- 大山小次郎：鈴木正幸
- 小村陽子：原美穂
- 小村良一：庄司顕仁
- 松川信：藤原進
- 森下ワタル：荻堂盛幸
- 秋本恵子：渡辺恭子
- 秋本ルミ：清藤めぐみ
- 大帝王クビライの声：飯塚昭三
- 神官ポー：吉田淳
- ヘスラー指揮官：久保和彦
- ギャル軍団
  - ギャル1：名和慶子
  - ギャル2
    - 初代：加納綾（第1 - 15話）
    - 2代目：大内弘子（第16 - 35話・劇場版第1作）
    - 3代目：矢島有美子（第36 - 48話・劇場版第2作）

  - ギャル3：川島芳美[注釈 13]
  - ギャル4：小島憲子
  - ギャル5：直井理奈
- 珍獣ヤーダの声：太地琴恵
- ナレーター：大平透

### 主なゲスト
- ミミー：叶和貴子（第1話）
- なっちゃん：吉沢理江（第1話）
- 勇一：新井昌和（第1話）
- 勇一の両親：木村修、小甲登枝恵（第1話）
- サチオ：松井良樹（第2話）
- 怪しい芸人たち：団巌、清水照夫、原田充成、吉田信一、甲斐道夫（第2話）
- マウント星人の男性：山本亨（第3話）
- アニーの父 ロブ：レオ・メンゲティー（第3話）
- アニーの母 キャサリン：泉晶子（第3話）
- アニーの妹 コニー：ジェニファー・クラウセン（第3話）
- 森下ワタルの父 源次郎：西尾徳（第4話）
- 森下ワタルの母 美代：幸田直子（第4話）
- 秋本恵子・ルミの父：幸正純治（第4話）
- 秋本恵子・ルミの母 和子：加藤京子（第4話、第9話、第31話）
- 小村陽子・良一の父 良介：依田英助（第5話）
- 城西予備校生：神谷政浩（第5話）
- シゲルの両親：山崎猛、大井小町（第6話）
- 東都大学 香取教授：北村総一朗（第7話）
- 香取亜矢子：なかはら五月（第7話）
- 早瀬ユカリ：浜村砂里（第8話）
- ユカリの養父母：岩城力也、小沢弘子（第8話）
- プレイン星 国王ウイーン：児玉謙次（第8話）
- 青ガキ隊（第9話）[注釈 14]
  - ヤッくん：杉和彦
  - タっくん：黒須浩二
  - ナッくん：佐藤弘
- 教育評論家 滝沢：冨田浩太郎（第9話）
- 「奥さまのワイドショー」司会者：太地琴恵（第9話）
- 高山一夫：横山あきお（第10話）
- 高山一夫の妻：十勝花子（第10話）
- 小学校の教師：みずきあい（第10話）
- 中村源太：圓山淳也（第12話）
- 中村源太の父 源造：大地康雄（第12話）
- 川中はるか：高沢舞（第13話）
- メグ：赤松由佳子（第13話）
- イサム：笈川豊英（第13話）
- 富子：大島ゆかり（第13話）
- 夏川まり子 / 真理子の叔母 霧子：浅沼友紀子（第14話）
- ジミー北原：湯沢紀保（第14話）
- 夏川まり子の母：大方斐紗子（第14話）
- マリン星人（第15話）
  - ナナ：片岡みえ
  - ヨヨ：菊池貴子
  - キキ：山崎あかね
- 賢一・マミの母：中村万里（第16話）
- 賢一：大島和徳（第16話）
- マミ：早川美也子（第16話）
- 浅井家（第17話）
  - 浅井画伯：田辺一鶴
  - 浅井画伯の娘 チカ：金子成美
  - 浅井画伯の妻：太地琴恵
- 城東大学薬学研究所 高村教授：大矢兼臣（第20話）
- 島井家（第21話）
  - 島井千春：滝奈々
  - 千春・雄一の父 一郎：辻三太郎
  - 千春・雄一の母 治子：船場牡丹
- 恵美：原田ゆり子（第22話）
- 恵美の兄 安男：岡本美登（第22話）
- 鹿島あかね：高橋みどり（劇団古今集）（第25話）
- 石田家（第26話）
  - 石田明夫：林家源平
  - 石田明夫の妻：阿知波悟美
- 殺人鬼ギルダー：ウイリー・ドーシー（第27話）
- ヒムリー：崎津隆介（第28話）
- 教頭：松尾文人（第29話）
- 石黒先生：津山栄一（第29話）
- 順子先生：みずきあい（第29話）
- 松田：田付貴彦（第29話）
- 天川礼子：永井英里（第29話）
- オズマ：斉藤優一（第32話）
- 石原民子：秦暎花（第32話）
- 女性アンドロイド：大川かつ子、星ゆかり（第32話）
- 勇：大原和彦（第33話）
- 本島教授：長沢大（第34話）
- 沢村大の父 大二郎：信実一徳（第35話）
- 沢村大の母：五十嵐五十鈴（第35話）
- ホテルの支配人：水橋和夫（第35話）
- 青木家（第36話）
  - 青木一郎：藤井洋八
  - 青木一郎の妻：佐々木梨里
  - 青木一郎の娘：岩立絵美
- 早見聖（シンデレラ）：高橋かおり（第38話）
- 女優（シンデレラの義理の姉）：呉恵美子（第38話）
- 高田サチ（マリア）：林佳子（第38話）
- 早見聖のファン：柴田時江（第38話）
- ヒライ家（第39話）
  - キヨシ・ミヨの父：有馬光貴
- ユキ：林美穂（第40話）
- ビビアン：塚田聖見（第41話）
- 池田家（第43話）
  - 池田一郎：田中洋介
- 星野月子：立花愛子（第44話・第45話・第47話・第48話）
- 一条寺烈 / 宇宙刑事ギャバン：大葉健二（第49話）
- 伊賀電 / 宇宙刑事シャリバン：渡洋史（第49話）
- アクセサリー売りの男：栗原敏[注釈 15]
- 保母：里見和香（劇場版第1作）
- 勇一：野口隆哉（劇場版第2作）
- 勇一の母：十勝花子（劇場版第2作）

### スーツアクター
シャイダーのアクション用スーツは、前年までメインで担当していた村上潤が『星雲仮面マシンマン』へ移ったため、柴原孝典が引き継いだ。
- シャイダー：柴原孝典[出典 1]
- 珍獣[45]：蜂須賀祐一
- 補助[46] ：宮崎剛
- その他：大藤直樹[47]

## スタッフ
円谷浩を主役に推薦したことも手伝い、本作品でもメインライターを務めた上原正三は東映のスタッフに対し、本作品における劇場版を含む全話の脚本を一人で執筆してみせることすら約束した。そして上原は、同時期に開始された『星雲仮面マシンマン』や『ビデオ戦士レザリオン』『北斗の拳』の脚本も兼ねながら、実際に全49話を一人で執筆し続けることで、東映と円谷への恩返しをも同時に果たしている。アクション俳優ではないことを逆手に取って「訓練学校を卒業したばかりの、未熟な戦士の成長物語」を課せられた円谷浩も、一年間に渡る過酷な撮影生活を全うすることで、俳優としてさらなる成長を遂げた。
パイロット監督は前作までの小林義明に代わり、吉川進プロデューサーの意向により澤井信一郎が登板している。小林と同じく東映の社員監督であった澤井だが、これまで特撮番組に携わったことがなかったこともあり最初は依頼を固辞したものの、前作『宇宙刑事シャリバン』の完成度の高さに感心し参加を決意したという。「不気味」ではなく「不思議」な世界観作りに拘った澤井監督の意向は、不思議ソングや神官ポーといったイメージやキャラクターにも強く反映され、宇宙刑事シリーズにまた違った新風を吹き込んだ。同時期の『星雲仮面マシンマン』終了後は日笠淳がプロデューサー補として参加したほか、中盤からは『マシンマン』と掛け持ちで小笠原猛も参加し、『マシンマン』終了後はそのまま本作品にスライドした。
『超電子バイオマン』までスーツアクターを務めていた竹田道弘は、同作品終了後に金田治に志願してアクション監督補佐を務めた。竹田は、最終話の撮影の1日分で金田の代理を務めた後、次作『巨獣特捜ジャスピオン』の特撮班でアクション演出を務める。
不思議獣のデザインは前作より引き続き参加の野口竜がその大半を手がけているが、第30話の不思議獣ブヨブヨのみ渡部昌彦が担当した。また第8話登場の不思議獣ケロケロについては神田正宏のラフデザイン、第11話の不思議獣ゲトゲトは渡部昌彦のラフデザインをそれぞれ元にしている。
- 原作：八手三郎
- 連載：『テレビマガジン』『おともだち』『たのしい幼稚園』『テレビランド』
- プロデューサー：碓氷夕焼（テレビ朝日）、吉川進、折田至（ - 第23話）（東映）
- 脚本：上原正三
- アクション監督：金田治（ジャパン・アクション・クラブ）
- アクション監督代行・補佐：竹田道弘（ジャパン・アクション・クラブ）（44 - 49話[51]）[50] [注釈 17]
- 監督：澤井信一郎、田中秀夫、小西通雄、辻理、小林義明、小笠原猛、山田稔
- 撮影：瀬尾脩、加藤弘章、松村文雄、小泉貴一
- 照明：吉岡伝吉
- 美術：井上明、宮国登
- キャラクターデザイン：野口竜、神田正宏[53]、渡部昌彦
- 音楽：渡辺宙明
- 録音：太田克己
- 選曲：村田好次
- 編集：菅野順吉
- 効果：大泉音映
- 計測：小泉貴一、三木修二、石山信雄、山賀俊夫、高田勉
- 操演：羽鳥博幸
- 記録：宮本衣子、内藤美子、滝沢恵美子ほか
- イラスト：赤坂徹朗
- プロデューサー補：日笠淳（第24話 - ）
- 助監督：南晃行、小中肇、石田秀範
- 進行主任：小迫進
- 制作デスク：佐藤晴美
- 制作担当：桐山勝、沼尾和典
- 企画協力：企画者104
- 装置：東映美術センター
- 美粧：サン・メイク
- 衣裳：鷹志衣裳
- 装飾：大晃商会
- キャラクター制作：レインボー造型企画
- 合成：チャンネル16
- 現像：東映化学
- 車輌協力：MAZDA
- オートバイ協力：スズキ自動車
- ビデオ合成：東通ecgシステム（山本博司、近藤弘志、前岡良徹、峰沢和夫）
- (株)特撮研究所
  - 操演：鈴木昶、白熊栄次
  - 美術：大澤哲三
  - 撮影：高橋政千
  - 照明：加藤純弘
- 特撮監督：矢島信男
- 制作：テレビ朝日、東映、旭通信社

## 主題歌・挿入歌
オープニングテーマとエンディングテーマには、『バトルフィーバーJ』や『大戦隊ゴーグルファイブ』で見送られてきた女声コーラスを採用したアレンジ手法を用いている。
オープニングテーマ「宇宙刑事シャイダー」
作詞：山川啓介 / 作曲・編曲：渡辺宙明 / 歌：串田アキラ / スキャット：川島和子

エンディングテーマ「ハロー！シャイダー」
作詞：山川啓介 / 作曲・編曲：渡辺宙明 / 歌：串田アキラ
- 「友達になろう」といった内容の歌詞であったため、周囲の子どもたちに「一緒に歌おう」と引き込むお兄ちゃんのような感じで、強くカッコよくではなく、楽しい雰囲気で歌ったという。

### 挿入歌
「不思議ソング」（第1、4、5、7、10、20、38、42、48話）
作詞：上原正三 / 作曲・編曲：渡辺宙明 / 歌：こおろぎ'73
不思議界フーマのテーマソングともいえる奇怪な歌で、下記の分も含め様々なアレンジ曲が作られた他、曲名はそのまま第20話のサブタイトルにも用いられている。単なるBGMに留まらず、作中歌として実際に作中でも歌われており、不思議獣の作戦ではこの曲を人や動物に聞かせて凶暴化させるなど、ある種の魔力を持つ歌として位置付けられている。
下記の「不思議ソングPartII」や、ポータトーンバージョン（ヤマハポータトーンでテスト演奏）と呼ばれるデモ用テストバージョンは、作曲者である渡辺宙明自身の歌唱によるものである。
「不思議ソングPARTII」（第1、10、20、39話）
歌：渡辺宙明
- デモ音源として録音されたものだが、劇中でもそのままの形で使用された。

「不思議ソングPARTIII」（第39話）
歌：杉並児童合唱団
- 讃美歌風にアレンジされている。第39話用に録音された。

「正義のハンター」（第27、31、36話、劇場版）
作詞：山川啓介 / 作曲・編曲：渡辺宙明 / 歌：串田アキラ
「アニーにおまかせ」（第11、19、26、27、29 - 31、最終話）
作詞：澤井信一郎 / 作曲：渡辺宙明 / 編曲：田中公平 / 歌：森永奈緒美
第15、43話では前後奏のみが使用された。
「シャイダー・ブルー」（第9、15話）
作詞：山川啓介 / 作曲：渡辺宙明 / 編曲：田中公平 / 歌：宮内タカユキ
「焼結せよ！シャイダー」（第8話）
作詞：山川啓介 / 作曲：渡辺宙明 / 編曲：田中公平 / 歌：串田アキラ
「青いイナズマ」（第13、15、24、32、34、37、38、43、44話、劇場版）
作詞：山川啓介 / 作曲：渡辺宙明 / 編曲：田中公平 / 歌：串田アキラ
第10、11、18、29 - 31、39、41、42話では前後奏のみが使用された。
「バビロス号の歌」（第1 - 3、11、13、15、29、31、33、35話、劇場版）
作詞：上原正三 / 作曲：渡辺宙明 / 編曲：いちひさし / 歌：串田アキラ
第13話ではカラオケ版と併用された。
「銀河のはてまで」（第48話）
作詞：山川啓介 / 作曲・編曲：渡辺宙明 / 歌：こおろぎ'73、コロムビアゆりかご会、ジャパン・エコーシンガーズ
「なんだなんだブギ』（第9話）
作詞：上原正三 / 作曲：渡辺宙明 / 編曲：田中公平 / 歌：青ガキ隊

上記以外では17話で竹中直人の「レスラー」、25話でLOUDNESSの「High Try」、38話で中森明菜の「飾りじゃないのよ涙は」、46話で佐野元春（または沢田研二）の「彼女はデリケート」のカヴァー版が使用されている。
また、最終話では前2作より以下の挿入歌が使用された。
「宇宙刑事ギャバン」
「輝く王者ドルギラン」
「チェイス！ギャバン」（インスト版と併用）
「青い地球は母の星」（インスト版と併用）
「星空のメッセージ」
「宇宙刑事シャリバン」
「Yeh!シャリバン」
「スパーク！シャリバン」
「強さは愛だ」

## 放送日程
脚本は全話上原正三のため割愛。
| 放送日         | 放送回 | サブタイトル                                         | 登場不思議獣、その他                                                                            | 監督       |
| -------------- | ------ | ---------------------------------------------------- | ----------------------------------------------------------------------------------------------- | ---------- |
| 1984年03月02日 | 1      | 不思議界                                             | - バリバリ（声：依田英助）                                                                      | 澤井信一郎 |
| 3月09日        | 2      | 踊れペトペト！                                       | - ペトペト（人間態（トランペット吹き）：可愛坊也、声：西尾徳）                                  | 澤井信一郎 |
| 3月16日        | 3      | アニー応答なし                                       | - ギルギル（声：丸山詠二）                                                                      | 田中秀夫   |
| 3月23日        | 4      | 犬になった子供達                                     | - メロメロ（人間態（魔女）：桜むつ子）                                                          | 田中秀夫   |
| 3月30日        | 5      | 突然！なまけもの                                     | - ムジムジ（声：大山豊）                                                                        | 田中秀夫   |
| 4月13日        | 6      | 不思議料理の逆襲                                     | - ゴクゴク（声：西尾徳）                                                                        | 小西通雄   |
| 4月20日        | 7      | 見たかギャル変幻                                     | - バラバラ（声：依田英助）                                                                      | 小西通雄   |
| 4月27日        | 8      | 星からの非行少女                                     | - ケロケロ（声：西尾徳）                                                                        | 田中秀夫   |
| 5月04日        | 9      | 青ガキ隊大キライ                                     | - タムタム（声：依田英助）                                                                      | 田中秀夫   |
| 5月11日        | 10     | トワイライトの家                                     | - パスパス（声：丸山詠二）                                                                      | 辻理       |
| 5月18日        | 11     | アニーにおまかせ                                     | - ゲトゲト（声：太地琴恵）                                                                      | 辻理       |
| 5月25日        | 12     | 百点源太の正体？                                     | - ロボロボ（声：依田英助） - ロボット家庭教師                                                   | 田中秀夫   |
| 6月01日        | 13     | 金メダル仕掛け人                                     | - コトコト（声：丸山詠二）                                                                      | 田中秀夫   |
| 6月08日        | 14     | 恋のミュータント                                     | - グリグリ（声：西尾徳）                                                                        | 小林義明   |
| 6月15日        | 15     | 渚のマリンブルー                                     | - ガメガメ（声：依田英助）                                                                      | 小林義明   |
| 6月22日        | 16     | たまげた異星生物                                     | - ボケボケ（声：桂玲子、依田英助）                                                              | 田中秀夫   |
| 6月29日        | 17     | 銀河警察の謎文字                                     | - ギリギリ（声：西尾徳）                                                                        | 田中秀夫   |
| 7月06日        | 18     | 謎が謎呼ぶ太平洋                                     | - ムームー（声：丸山詠二）                                                                      | 小笠原猛   |
| 7月13日        | 19     | アニー危機一髪                                       | - マグマグ（声：西尾徳）                                                                        | 小笠原猛   |
| 7月20日        | 20     | 不思議ソング                                         | - シギシギ（声：西尾徳）                                                                        | 辻理       |
| 7月27日        | 21     | ヤーダ！珍獣家族                                     | - スリスリ（人間態（写真屋）：うえだ峻、声：依田英助）                                          | 辻理       |
| 8月03日        | 22     | 人魚が呼ぶ海の怪                                     | - ウミウミ（声：依田英助） - 水棲人（声：岡本美登）                                             | 小笠原猛   |
| 8月24日        | 23     | 傷だらけの大脱走                                     | - ガスガス（声：丸山詠二）                                                                      | 小笠原猛   |
| 8月31日        | 24     | 美しきポーの仮面                                     | - ラブラブ（人間態（露天商 / ライブハウスのマスター）：潮健志、声：西尾徳）                     | 小林義明   |
| 9月07日        | 25     | エスパークイーン                                     | - サイサイ（人間態（鹿島要造）：汐路章、声：依田英助）                                          | 小林義明   |
| 9月21日        | 26     | 魔界ゾーン大当り                                     | - カミカミ（声：西尾徳）                                                                        | 小西通雄   |
| 9月28日        | 27     | デスマッチの魔島                                     | - デスデス（人間態（キラーX）：大谷淳、声：依田英助）                                           | 小西通雄   |
| 10月05日       | 28     | 魔宮の裏切り兄弟                                     | - ヒムリー(演：崎津隆介)                                                                        | 田中秀夫   |
| 10月12日       | 29     | 百面相だよ女刑事                                     | - イトイト（声：依田英助）                                                                      | 田中秀夫   |
| 10月19日       | 30     | 空を裂く命の交信                                     | - ブヨブヨ（声：依田英助）                                                                      | 小笠原猛   |
| 10月26日       | 31     | 猛獣缶詰バーゲン                                     | - フマフマ（声：西尾徳）                                                                        | 小笠原猛   |
| 11月2日        | 32     | 僕と君のメロディ                                     | - カリカリ（声：大山豊） - ダーク星人                                                           | 小林義明   |
| 11月09日       | 33     | 散歩する腹話術師                                     | - メリメリ（人間態（腹話術師）：斎藤晴彦、声：西尾徳） - 腹話術の人形・サブロー（声：高坂真琴） | 小林義明   |
| 11月16日       | 34     | クビライの秘密                                       | - カゲカゲ（声：依田英助）                                                                      | 田中秀夫   |
| 11月23日       | 35     | 謎を射る黄金の矢                                     | - ダリダリ（声：依田英助）                                                                      | 田中秀夫   |
| 11月30日       | 36     | ユメコン狂時代だ                                     | - コンコン（声：西尾徳） - 偽シャイダー                                                         | 小笠原猛   |
| 12月07日       | 37     | 吼えろビームガン                                     | - グチグチ（人間態（グチ将軍）：高橋利道、声：依田英助）                                        | 小笠原猛   |
| 12月14日       | 38     | 魔少女シンデレラ                                     | - ムビムビ（声：西尾徳）                                                                        | 澤井信一郎 |
| 12月21日       | 39     | 仮面が踊る聖歌隊                                     | - サタサタ（人間態（サタンクロース）：誠吾大志、声：依田英助）                                  | 澤井信一郎 |
| 12月28日       | 40     | バビロス号SOS                                        | - テロテロ（声：依田英助）                                                                      | 小西通雄   |
| 1985年01月11日 | 41     | 直撃じゃじゃ馬娘                                     | - ペアペア（声：西尾徳）                                                                        | 小西通雄   |
| 1月18日        | 42     | 6年0組の不思議                                       | - ヘビヘビ（人間態（美鈴先生）：丸尾理恵子、声：太地琴恵）                                      | 山田稔     |
| 1月25日        | 43     | ぼくンちのフーマ                                     | - ツタツタ（声：西尾徳）                                                                        | 山田稔     |
| 2月01日        | 44     | 吹き荒れる大侵略                                     | - 夜叉ギャル1                                                                                   | 小西通雄   |
| 2月08日        | 45     | 火を吐く黄金巨像                                     | - ヘスラー指揮官 - ギャル3                                                                      | 小西通雄   |
| 2月15日        | 46     | 幻のショータイム                                     | - 珍獣たち                                                                                      | 小西通雄   |
| 2月22日        | 47     | 一万二千年の暗黒                                     | - クビライ胴体                                                                                  | 小笠原猛   |
| 3月01日        | 48     | 正義・友情・愛                                       | - 神官ポー - ギャル2 - ギャル4 - ギャル5 - 大帝王クビライ（メカ胴体）                           | 小笠原猛   |
| 3月08日        | 49     | 3人の宇宙刑事 ギャバン シャリバン シャイダー大集合!! | -                                                                                               | 小笠原猛   |

- 物語としての最終回は第48話で、第49話は3人の宇宙刑事がこれまでの戦いを振り返る総集編であった。

## 放映ネット局
| 放送対象地域  | 放送局             | 系列                          | 備考                 |
| ------------- | ------------------ | ----------------------------- | -------------------- |
| 関東広域圏    | テレビ朝日         | テレビ朝日系列                | 制作局               |
| 北海道        | 北海道テレビ       | テレビ朝日系列                |                      |
| 岩手県        | 岩手放送           | TBS系列                       |                      |
| 宮城県        | 東日本放送         | テレビ朝日系列                |                      |
| 秋田県        | 秋田放送           | 日本テレビ系列                |                      |
| 山形県        | 山形放送           | 日本テレビ系列                |                      |
| 福島県        | 福島放送           | テレビ朝日系列                |                      |
| 新潟県        | 新潟テレビ21       | テレビ朝日系列                |                      |
| 長野県        | テレビ信州         | 日本テレビ系列                |                      |
| 山梨県        | テレビ山梨         | TBS系列                       |                      |
| 静岡県        | 静岡けんみんテレビ | テレビ朝日系列                |                      |
| 石川県        | 北陸放送           | TBS系列                       | 1984年3月7日から放送 |
| 福井県        | 福井放送           | 日本テレビ系列 テレビ朝日系列 |                      |
| 中京広域圏    | 名古屋テレビ       | テレビ朝日系列                |                      |
| 近畿広域圏    | 朝日放送           | テレビ朝日系列                |                      |
| 島根県 鳥取県 | 山陰放送           | TBS系列                       |                      |
| 広島県        | 広島ホームテレビ   | テレビ朝日系列                |                      |
| 山口県        | テレビ山口         | TBS系列                       | [ 注釈 21 ]          |
| 香川県 岡山県 | 瀬戸内海放送       | テレビ朝日系列                |                      |
| 高知県        | テレビ高知         | TBS系列                       |                      |
| 徳島県        | 四国放送           | 日本テレビ系列                |                      |
| 福岡県        | 九州朝日放送       | テレビ朝日系列                |                      |
| 熊本県        | テレビ熊本         | フジテレビ系列                |                      |
| 鹿児島県      | 鹿児島放送         | テレビ朝日系列                |                      |
| 沖縄県        | 沖縄テレビ         | フジテレビ系列                |                      |

## 他媒体展開

### 映像ソフト化
いずれも発売元は東映ビデオ。
- ビデオ（VHS、セル・レンタル共通）は1990年から1992年にかけて全11巻がリリースされた。各巻3話収録で、33話までがソフト化されている。
- LDは1998年8月7日から1999年9月21日にかけて全7巻がリリースされた[60][61]。各巻2枚組・8話（Vol.7のみ1枚・1話+劇場版2本）収録で、映像ソフトとしては初の全話収録となる。
- DVDは2003年2月21日から4月21日にかけて全5巻がリリースされた。各巻2枚組・10話（Vol.1は9話）収録で、Vol.2とVol.3、Vol.4とVol.5はそれぞれ同時リリースされた。
- Blu-rayBOXは2018年11月2日から2019年3月6日にかけて発売。全3巻で各巻3枚組の16話（第2巻は17話）収録。1巻の初回限定盤には全巻収納BOXが付いている[62]。

### 映画作品
宇宙刑事シャイダー（1984年7月14日公開）
脚本：上原正三 監督：田中秀夫 特撮監督：矢島信男
登場怪人：流れ星のガンマン オメガ（演：高橋利道、声：渡部猛）
東映まんがまつりの一編として上映。
宇宙刑事シャイダー 追跡！しぎしぎ誘拐団（1984年12月22日公開）
脚本：上原正三 監督：田中秀夫
登場怪人：不思議獣ムチムチ（人間体（怪しい老人）：石橋雅史、声：依田英助）
東映まんがまつりの一編として上映。
テレビシリーズでのエンディングテーマである「ハロー！シャイダー」を、同作品ではオープニングテーマとして用いている。
いずれの作品も前述の通りLDの最終巻に収録されている他、DVDとしては2007年12月7日に発売された『東映特撮ヒーロー THE MOVIE BOX』および2009年11月21日の「東映特撮ヒーロー THE MOVIE Vol.5」および、劇場版1は2012年11月に「復刻！東映まんがまつり84夏」に収録された。
宇宙刑事ギャバン THE MOVIE
仮面ライダー×スーパー戦隊×宇宙刑事 スーパーヒーロー大戦Z
いずれの作品とも、本作品の設定を汲んだ新世代のシャイダーが登場。

### Vシネマ作品
宇宙刑事シャイダー NEXT GENERATION
『ギャバン THE MOVIE』に登場した新世代のシャイダーを主人公にしたVシネマ作品。

### 漫画作品
宇宙刑事ギャバン 黒き英雄
シャイダー/沢村大が登場。

### 小説作品
『宇宙刑事シャイダー 挑戦者時空を越えて』（作・塩田信之、編・スタジオ・ハード）
テレビシリーズ放映終了から2年後にケイブンシャから発売されたゲームブック作品。内容は映画第1作をベースにした物になっている。
『女宇宙刑事アニーの大冒険』（作・上原正三）
番組終了直後に雑誌『宇宙船』で連載が開始。テレビスペシャルでの設定も汲んだ内容となっている。

### ゲーム作品
スーパーヒーロー作戦（1999年）
宇宙刑事がウルトラマンやガンダムと共演するプレイステーション用ゲーム。
スーパー特撮大戦2001（2001年）
宇宙刑事がウルトラマンや仮面ライダーなどの特撮ヒーローと共演するプレイステーション用ゲーム。
宇宙刑事魂
宇宙刑事シリーズを題材とするPlayStation 2用ゲーム。
シャイダー役の円谷浩の死去後に発売された作品のため、同作品では川村拓央が代演を務めている。Bパートのみではあるが、作中では暗黒銀河女王の手で復活したドン・ホラー、魔王サイコ、大帝王クビライの揃い踏みも見られる。
宇宙刑事リターンズ
宇宙刑事シリーズを題材とするソーシャルゲーム。GREE・Mobage・SP版mixiゲームに対応している。

### レコード
本作品より劇伴を収録した「音楽集」と、主題歌・挿入歌を収録した「ヒット曲集」の2枚が発売されるようになる。
番組放送中に発売されたサウンドトラックのLP『宇宙刑事シャイダー 音楽集』（コロムビアレコード）では前作「シャリバン」と同様に、マルチテープに録音されたBGMから選ばれた楽曲のみをステレオにトラックダウンして収録されており、2004年にもCDとして再発売されている。2006年に発売のサウンドトラックCD『宇宙刑事シャイダー オリジナルサウンドトラック』は、アイキャッチ音楽と主題歌のメロオケ曲・挿入歌のカラオケ曲を除く大半の楽曲がモノラルミックスで収録されている。

### キャラクター商品
前作『シャリバン』の商品「プラデラシャリバン」同様、本作品でもクロスアップタイプの「プラデラシャイダー」が発売されている。2006年には、それまで仮面ライダーシリーズ中心に展開されていたハイターゲット向けアイテム「装着変身」シリーズに、ギャバン・シャリバンとともにラインナップされた。
ビデオビームガン
バンダイグループの会社「ポピー」が出していた、ハンディ8ミリフィルム映写機玩具「くるくるてれび」の流れを汲む商品。8ミリフィルムの入った円い透明カセットを銃本体にセットしてスイッチを入れると、戦闘シーンのバンクからミラクラーやギャル軍団、フーマ戦艦などの襲撃シーンが銃後尾のモニターに映写される。トリガーを引けば銃口が発光して電子音が鳴る。トリガーを引いて撃ってもフィルムとはシンクロしないものの、爆発カットも挿入されているのでタイミングを合わせればそれなりのバーチャル感覚が味わえた。
スーパーシャイダーホーン
劇中でシャイダーとアニーが使用する無線機の玩具。ほぼプロップと同寸で作られているため、劇中でも玩具が使われるカットが多い（宣伝を兼ねた意向である）。送受信の距離は遮蔽物無しの平地で約30〜80mほどだった（電波法に抵触しないようにパワーが弱くしてあるので、周囲の影響を受けやすかった）。
メガハウスより展開されていたアクションフィギュアシリーズ「ACTION WORKS」より、宇宙刑事三部作の主役3人のアクションフィギュアが2007年11月に発売された。期間限定ながらそれぞれ箱に付いている応募券3枚による懸賞品も用意されており、本作品からはビッグマグナムが応募賞品となった。